# Limelight (Rush)
Limelight è un brano dei Rush, pubblicato dall'etichetta discografica Mercury Records nel 1981 come lato A del primo singolo estratto dall'album Moving Pictures. Brano tra i più noti del gruppo e regolarmente proposto nei concerti, Limelight è una delle cinque canzoni dei Rush inserite nella Canadian Songwriters Hall of Fame il 28 marzo 2010.  Nel lato B è presente lo strumentale YYZ.

## Il disco
Il singolo raggiunge il 55º posto della classifica statunitense nell'aprile 1981.
Limelight
Il brano racconta delle difficoltà personali nel trovarsi ad essere dei musicisti di successo e della conseguente riduzione dei propri spazi personali di fronte all'attenzione del pubblico; lancia inoltre una denuncia verso l'ipocrisia così diffusa nell'ambiente musicale.
Il testo è costruito parafrasando il monologo di Jacques nella commedia di Shakespeare Come vi piace (Secondo Atto, Scena Settima: «Tutto il mondo è un palcoscenico, e tutti gli uomini e le donne solamente degli attori. Essi hanno le loro uscite e le loro entrate. Ognuno nella sua vita recita molte parti, e i suoi atti sono sette età.»). Il gruppo aveva già citato questo monologo, usandone le prime parole per intitolare il loro live del 1976 All the World's a Stage.
Per Limelight è stato realizzato un videoclip che ritrae il gruppo mentre esegue il brano presso lo studio di registrazione Le Studio di Morin Heights; il video è stato diretto da Bruce Gowers.
Il brano è stato eseguito dal vivo in quasi tutti i tour (non era presente solo nelle scalette del Grace Under Pressure Tour, Presto Tour e R40 Live Tour), è presente in numerosi live album, come Snakes & Arrows Live o Time Machine 2011: Live in Cleveland.
Limelight appare nelle colonne sonore dei film Sonny di Nicolas Cage, La fantastica sfida di Robert Zemeckis, Indovina perché ti odio di Sean Anders, I Love You, Man di John Hamburg e Fanboys di Kyle Newman (negli ultimi due film, insieme anche a Tom Sawyer).
YYZ
YYZ, il pezzo strumentale tratto sempre da Moving Pictures, è uno dei brani più popolari dei Rush eseguito con regolarità dal vivo e per alcuni anni presente nei loro concerti come cornice dell'assolo di batteria di Neil Peart (per esempio su Exit...Stage Left del 1981). Tra le numerose versioni dal vivo reperibili sui vari live album: quella di Different Stages, Rush in Rio (cantata dal pubblico) e Clockwork Angels Tour (con l'accompagnamento di un otteto di archi).
Il titolo corrisponde al codice aeroportuale IATA dell'aeroporto Internazionale di Toronto-Pearson, area di provenienza della band, che trasmesso in codice Morse da un VHF Omnidirectional Range ha ispirato al gruppo il ritmo del brano. L'introduzione del pezzo infatti riproduce "Y-Y-Z" in codice Morse, suonato su una metrica quinaria e variando gli arrangiamenti nelle diverse battute.
Secondo Lee il pezzo rappresenta la gioia di tornare a casa dopo i lunghi viaggi: «È sempre un bel giorno quando l'etichetta YYZ appare sulle nostre valigie!».
YYZ ha ricevuto una nomination per il Grammy Award come miglior performance strumentale rock nel 1981, arrivando secondo dietro Behind My Camel dei The Police. La Gibson Guitar Company nel 2013 ha eletto quello di YYZ quale miglior riff di basso rock di sempre.
YYZ è inoltre presente sui giochi Guitar Hero II e Rock Band.

## Tracce
Il singolo pubblicato per il mercato statunitense contiene le seguenti tracce:
1. Limelight - 4:01 (Lee, Lifeson, Peart)
2. YYZ - 4:23 (Lee, Peart) (lato B)

## Formazione
- Geddy Lee - basso, voce, tastiere, sintetizzatori
- Alex Lifeson - chitarra elettrica e acustica
- Neil Peart - batteria e percussioni

## Cover
YYZ è stata interpretata da molti artisti, tra cui i seguenti:
- i Godsmack in Batalla De Los Tambores sul DVD live Changes;
- i Primus all'inizio di John the Fisherman sul loro live Suck on This del 1989;
- i Dream Theater nel primo periodo, quando si chiamavano Majesty, versione presente nel demo The Majesty Demos 1985-1986[15];
- il gruppo punk e hardcore polacco Armia sul loro album live Soul Side Story del 2000;
- i Muse durante i loro concerti canadesi[16];
- i Cygnus and the Sea Monsters, una tribute band dei Rush con Mike Portnoy alla batteria, Paul Gilbert alla chitarra, Sean Malone al basso e Jason McMaster alla voce[17];

Lee e Lifeson hanno suonato YYZ con il batterista dei Foo Fighters Taylor Hawkins durante un concerto dei Foo Fighters all'Air Canada Centre di Toronto il 22 marzo 2008. Sempre nel 2008 Peart l'ha suonata con la Buddy Rich Big Band insieme al bassista Jeff Berlin in una serie di concerti.